# Postnummer
Postnummer är en alfanumerisk kombination som används för att ange ett geografiskt område för att underlätta postsortering. I de flesta europeiska länder skrivs postadressen i ordningen landskod–postnummer–postort, medan de i engelskspråkiga länder vanligen skrivs i ordningen postort–postnummer. Hongkong använder inte postnummer. Hittills (2006) finns postnummersystem infört i 117 av de 190 länder som är anslutna till Världspostföreningen (UPU, Union postale universelle).

## Belgien
Postnummersystemet i Belgien bygger på fyra siffror. Första siffran anger oftast provins och postnummer, jämna 1000-tal är då postnumret till områdets huvudort.
- 1000 Bryssel
- 1300 Wavre
- 2000 Antwerpen
- 3000 Leuven
- 3500 Hasselt
- 4000 Liège
- 5000 Namur
- 6000 Charleroi
- 6700 Arlon
- 7000 Mons
- 8000 Brugge
- 9000 Gent

I framför allt Bryssel finns även ett antal särskilda postnummer för vissa organisationer. Det gäller exempelvis EU:s institutioner (1047 för Europaparlamentet, 1048 för Europeiska rådet och 1049 för Europeiska kommissionen), Nato (1110) liksom en rad nationella institutioner.

## Danmark
Det danska postnummersystemet bygger på fyra siffror och är knutet till ett geografiskt område kallat "postdistrikt".
De danska postnumren kan grovt uppdelas i:
- 1XXX : Köpenhamn K, V samt Frederiksberg C, i stort sett ett postnummer för varje gata
- 2XXX : Frederiksberg och Köpenhamns omgivningar - längs Kystbanen upp till Nivå
- 30XX - 36XX : Nordsjälland
- 37XX : Bornholm
- 39XX : Grönland
- 4XXX : Övriga Själland och öarna i närheten
- 5XXX : Fyn och öarna i närheten
- 6XXX : Sønderjylland
- 7XXX : Vestjylland och det sydligaste Østjylland
- 8XXX : Østjylland
- 9XXX : Nordjylland

Postnummerindelning avspeglar i hög grad att man tidigt använde posttåg med utgångspunkt i Köpenhamn. Lite förenklat kan sägas att posttåget från Köpenhamn tog posten till städerna med X000-postnummer, därifrån sändes posten vidare ut till posthusen i varje postdistrikt.
38XX var ursprungligen tilldelad orter på Färöarna, men den autonoma regionen har numera sitt eget postnummersystem och serien är därför ledig.

## Finland
Det finska postnummersystemet bygger på fem siffror. Postnumren på huvudstadsregionen (Helsingfors, Vanda, Esbo, Grankulla) börjar med 0. 
- Helsingfors 00100-00990,
- Esbo 02100-02380, 02600-02980,
- Vanda 01200-01770,
- Grankulla 02700,
Vissa organisationer och företag har sitt eget nummer, till exempel
00014 HELSINGFORS UNIVERSITET, 00020 NORDEA,
00024 RUNDRADION, 00065 PENSIONSSKYDDSCENTRALEN,
00095 NESTE OIL, 00099 HELSINGFORS STAD,
01053 FINNAIR, 02022 NOKIA SIEMENS NETWORKS,
02070 ESBO STAD,
En karta över postnummerområdena i Finland:
https://www.posti.fi/sv/postnummersok/postnummer-i-finland

## Frankrike
De franska postnumren består av fem siffror. I de flesta fall är de två första siffrorna det departements nummer i vilket utdelningspostkontoret ligger. De efterföljande tre siffrorna anger det lokala postkontor varifrån postutdelningen sker. Ju större och viktigare stad desto fler nollor har postnumret på slutet. Undantag från denna regel är postnummer i Paris, Lyon och Marseille samt Frankrikes utomeuropeiska departement.

## Monaco
Monaco använder samma postnummersystem som Frankrike. Se postnummer i Frankrike.

## Nederländerna
Det nederländska postnummersystemet bygger på fyra siffror och två bokstäver, som sätts före ortnamnet. Till exempel 8011 AG Zwolle eller 4625 DV Bergen op Zoom.

## Norge
Det norska postnummersystemet infördes 18 mars 1968 som ett led i rationaliseringen av sorteringsarbetet. Det bygger på fyra siffror och är knutet till ett geografiskt område (stad, by, gata eller liknande). De norska postnumren kan grovt uppdelas i:
- 0XXX : Oslo
- 1XXX : Oslo. Från 1300 Akershus fylke, från 1500 Østfold fylke
- 2XXX : Akershus fylke, från 2100 Hedmark fylke, från 2600 Oppland fylke
- 3XXX : Buskerud fylke, från 3700 Telemark fylke
- 4XXX : Rogaland, Aust-Agder, Vest-Agder fylke
- 5XXX : Hordaland fylke, delar av Rogaland och Sogn og Fjordane fylke
- 6XXX : Møre og Romsdal fylke, delar av Sogn og Fjordane fylke
- 7XXX : Trøndelag (samt Bindalen i Nordland fylke)
- 8XXX : Nordland fylke
- 9XXX : Troms och Finnmark fylke inklusive Svalbard, en del av Nordland fylke

Lägsta numret som används idag är 0001 OSLO (Posten Norge BA) och högsta 9991 BÅTSFJORD. När postnumret används utanför Norge, skall det föregås av ISO-koden NO för att undgå förväxling med andra länders postnummer.

## Rumänien
De rumänska postnumren består sedan 1 maj 2003 av sex siffror. Den första siffran anger i vilken av landets tio postregioner (rumänska: regiuni poștale) som postorten ligger medan den andra siffran anger enskilda län (rumänska: județe) inom respektive postregion. Ett specialfall är huvudstaden Bukarest där var och en av stadens sex självstyrande sektorer har en egen andrasiffra.

## Schweiz
Det schweiziska postnummersystemet bygger på fyra siffror, som sätts före ortnamnet.

## Storbritannien
Ett brittiskt postnummer (postcode) bygger på en eller två bokstäver (knutet till ett geografiskt område, kallat postal area), sedan en eller två siffror, sedan ett blanksteg, därefter en siffra och två bokstäver. Postnumret sätts alltid efter ortnamnet (post town). Den första eller de två första bokstäverna är vanligen en förkortning för ett ortnamn (t.ex. EH för Edinburgh, CT för Canterbury), dock inte i London där de är baserade på väderstrecken (E, EC, N, NW, SE, SW, W och WC). I centrala London används ofta en extra bokstav efter första siffran.
Till exempel:
- London SW1W 0NY
- Farnborough GU16 7HF
- Liverpool L1 8JQ

Kanalöarna och Isle of Man är inte delar av Storbritannien och har därför sina egna postadministrationer. De använder trots det samma postnummersystem som Storbritannien, med IM för Isle of Man, GY för Guernsey och JE för Jersey.

## Sverige
Det svenska postnummersystemet förvaltas av Postnord på uppdrag av Post- och telestyrelsen.
Det svenska postnummersystemet bygger på en femställig sifferkombination uppdelad på två grupper med tre respektive två siffror. Principen för numreringen är att ju lägre ett postnummer är, desto längre söderut ligger orten. Undantagna från principen är postnummer som börjar på siffran 1, vilka representerar Stockholmsområdet. Postorterna delas upp i två-, tre- och fempositionsorter beroende på ortens storlek. Större orter är tvåpositionsorter, riktigt små fempositionsorter och övriga trepositionsorter.
Tidigare var rekommendationen att skriva två blanksteg mellan postnummer och ort, och att postorten skulle skrivas med versaler. Detta på grund av begränsningar i den maskinella sorteringen. Dessa rekommendationer är numera borttagna.

## Tyskland

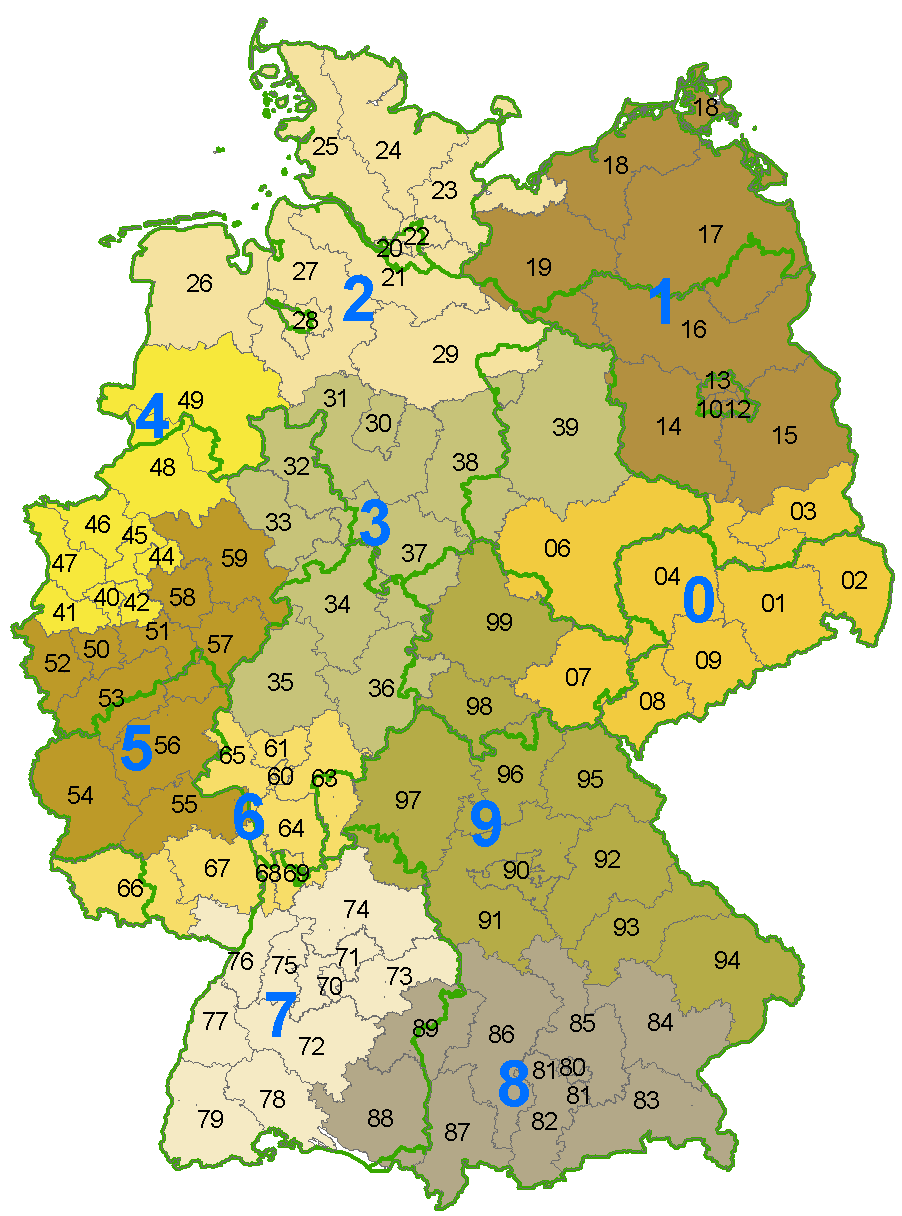
Karta över de två första numren i de tyska postnumren, 2003

I samband med den tyska återföreningen infördes 1993 ett nytt postnummersystem som bygger på fem siffror, som sätts före ortnamnet.
Dessutom har de österrikiska enklaverna Kleinwalsertal och Jungholz tyska postnummer. Den tyska exklaven Büsingen am Hochrein har förutom tyskt postnummer även schweiziskt.

## USA
Postnumret kallas ZIP (Zone Improvement Plan), eller Zip Code, och skall inledas med den två-ställiga bokstavskoden för staten. Om detta glöms bort är det stor risk att försändelsen blir obeställbar. Omedelbart efter bokstavskoden följer efter ett blanksteg fem siffror, ett bindestreck, och ytterligare fyra siffror. De sista fyra siffrorna kallas ZIP+4 och anses inte obligatoriska för ordinarie post. Postnumret sätts efter postorten (City) i klartext. Postnummerföljden börjar på 0 på östkusten och numren blir i princip högre ju längre västerut postorten ligger.
Exempel:
John Q. Public
1309 Main St Apt 300
Dallas TX 75202-4040
USA

## Österrike
I Österrike baseras postnumren på Bezirken eller Gemeinden i respektive förbundsland. I Wien innebär detta exempelvis att postnumren är 1XXX, där XXX är siffror som beror på det numret ett givet Bezirk (distrikt) har. Exempelvis Leopoldstadt har postnummer 1020 där 020 står för andra distriktet, medan Penzing har 1140 där 1140 står för det fjortonde distriktet. Brevadressen skrivs med namn, adress, postnummer, ort.

## Postnummersökning
- Belgien: Bpost
- Danmark: Post Danmark
- Finland: Posten/Posti
- Grekland:  Sökning kan ske med såväl latinska som grekiska bokstäver.
- Storbritannien: Royal Mail
- Sverige: Postnummerservice
- Tyskland: Deutsche Post
- USA: United States Postal Service (ZIP Code)
- Världspostföreningen (UPU): Länklista